# بوریس مویشزون
بوریس مویشزون (به روسی: Борис Гершевич Мойшезон)(زاده ۲۶ اکتبر ۱۹۳۷ در اودسا -درگذشته ۲۵ اوت ۱۹۹۳ در نیوجرسی) ریاضیدان اوکراینی اهل شوروی سابق بود. زمینه کاری مویشزون هندسه جبری بود و او به ویژه به دلیل خمینه‌هایی که به نام خود او خمینه‌های مویشزون نامیده شده اند نامدار است. مویشزون شاگرد ایگور شافارویچ در مؤسسه استکلوف در مسکو بود. و تخت سرپرستی ایلیا شاپیروف دکترای ریاضی خود را در دانشگاه لومونوسف به دست آورد. او در سال ۱۹۷۲ نامه‌ای اعتراضی را امضا کرد که در آن استادان یهودی به خاطر مخارج بالایی که دارندگان مدرک دکترا می باید برای سفر به خارج از کشور پرداخت می‌کردند شکایت کرده بودند. در همان سال او شوروی را ترک گفت و نخست در دانشگاه تل آویو و از سال ۱۹۷۷ در دانشگاه کلمبیا در نیویورک به عنوان استاد حضور داشت. در سالهای دهه ۱۹۶۰ او خمینه‌های مویشزون را معرفی نمود. این خمینه ها، خمینه‌های مختلط فشرده همبندی هستند که میدان تابع‌های مرومورف روی آن‌ها دارای درجه تعالی برابر با بُعد این خمینه‌ها است. در سال ۱۹۶۷ مویشزون ثابت کرد که یکی خمینه مویشزون، یک چندگونای تصویری است اگر و تنها اگر پذیرای یک متریک کلر باشد. مویشزون به دلیل یک حمله قلبی در هنگام کوه پیمایی در سال ۱۹۹۳ در گذشت.